# Money Mad (pel·lícula de 1918)
Money Mad és una pel·lícula muda en blanc i negre de la Goldwyn Pictures dirigida per Hobart Henley i interpretada per Mae Marsh, Rod La Rocque i John St. Polis, entre d'altres. La pel·lícula va ser estrenada el 25 d'agost de 1918.

## Repartiment
- Mae Marsh (Elsie Dean)
- Rod La Rocque (William Gavin)
- John St. Polis (Martin Ross)
- Alec B. Francis (reverend William Gavin)
- Macey Harlam (Sima)
- Corinne Barker (Fanette Lisbon)
- Florida Kingsley (Mrs. Ross, mare d'Elsie)

## Argument
Martin Ross, el padrastre d'Elsie Dean, es va casar amb la mare d'aquesta pels diners. És un apassionat de l'ocultisme i té a casa seva un servent hindú (Sima) que en realitat és més el seu mestre. Sima decideix enverinar Mrs. Dean per tal que així Martin pugui heretar la seva fortuna en diners i en joies. Després de la mort de Mrs. Dean, Elsie és enviada a un internat sense saber que la seva mare l'ha feta la seva hereva. Quan arriba a la majoria d'edat i torna a casa es troba que Martin està completament dominat per Sima i que a més a més, una dona anomenada Fanette Lisbon molt bonica els visita molt sovint. A més a més se l'informa que no té absolutament res. De fet, Martin, amb l'ajuda de Fanette, que vol casar-se amb ell, ha malgastat la fortuna de la que disposava com a marmessor. Tot i això, encara queden moltes perles de gran valor que Martin conserva.
Amb l'ajuda d'un amic molt estimat de l'infància, William Gavin, Elsie intenta descobrir-los i recuperar almenys les joies aprofitant la seva credulitat pels fenòmens ocults. Disfressada de vident, amb el nom de “Madame Rama”, Elsie aconsegueix enfrontar Martin i Fanette, que acaba de agafar les joies de l'amagatall. En ser descoberta, Fanette mata Martin i acusa William de l'assassinat. La policia arresta William però “Madame Rama” enganya Fanette i aconsegueix que confessi el complot davant d'alguns policies. Detinguts Fanette i Sima i recuperades les joies, Elsie pot començar una nova vida al costat de William.